# Joakim Styrén
Joakim Styrén är en svensk musikproducent och ljudtekniker. Han har arbetat med många platinasäljande artister som till exempel Ace of Base, A-Teens, Kabah , D’Sound , Kurt Nilsen  och Uno Svenningsson.
Han har fått norska Spellemannprisen två gånger, 1998 för Bästa Popgrupp för hans produktion av D' Sound's album Beauty Is a Blessing, och 2001 för Årets Låt för inspelning och mix av Kurt Nilsen She’s So High. 

## Biografi
Sedan Styrén startade sin frilanskarriär 1992 har han arbetat med musik inom de flesta stilar och genrer, med betoning på modern popmusik. I grunden har Joakim en klassisk musikalisk utbildning med violin som huvudinstrument, han började spela när han var fyra år gammal[källa behövs], men större delen av arbetslivet har han fokuserat mer på tekniken vid inspelning.